# Мартинес, Алешандре Палау
Алешандре Мартинес Палау (кат. Alexandre Martinez Palau; род. 10 октября 1998) — андоррский футболист, нападающий клуба «Атлетик» (Эскальдес) и национальной сборной Андорры. Выступал за юношеские сборные Андорры до 17 и до 19 лет, а также за молодёжную сборную до 21 года.

## Биография

### Клубная карьера
Выступал за молодёжные команды «Андорра» и «Унио Эспортива Санта-Колома». В 2013 году выступал за вторую команду «Унио Эспортива Санта-Колома» во втором дивизионе Андорры. В 2014 году являлся игроком «Андорры». В следующем сезоне вновь вернулся в «УЭ Санта-Колома», был лучшим бомбардиром второй команды в розыгрыше Сегона Дивизио, сыграв во всех 10 играх. В матче против команды «Принсипат», который закончился со счётом (14:0), Палау забил восемь мячей. Однако, в результате того, что команда «Принсипат» снялась с турнира и её результаты были аннулированы, Палау занял лишь второе место в гонке бомбардиров. Его официальными результатами стали 17 мячей в 9 играх. Победу в бомбардирской гонке одержал Жоао Лима из клуба «Пенья Энкарнада» с 24 голами. В составе основной команды, Мартинес в чемпионате Андорры провёл всего 3 матча.
В начале сезона 2015/16 Алешандре вновь стал игроком «Андорры». В рамках молодёжного первенства он провёл 15 матчей и забил 9 голов. В составе основной команды, в Примере Каталонии он сыграл в 11 встречах и забил 1 гол. Свой единственный гол он забил в рамках 20 тура чемпионата Каталонии в матче против «Хорты» (4:0).

### Карьера в сборной
Выступал за юношескую сборную Андорры до 17 лет и провёл 5 матчей в турнирах УЕФА. За сборную до 19 лет сыграл 3 игры. С 2015 года играет за молодёжную сборную Андорры до 21 года, где на данный момент провёл 3 поединка.
В составе национальной сборной Андорры дебютировал 26 мая 2016 года в товарищеской игре с Азербайджаном (0:0), главный тренер Кольдо выпустил Алешандре на 52 минуте вместо Кристиана Мартинеса. В этой игре, Андорра сумела уйти от поражения впервые за три года. В последний раз андоррцам это удавалось сделать 14 августа 2013 года в матче с Молдавией (1:1).